# Javad Kazemian
Javad Kazemian, född 26 april 1982 i Kashan, Iran, är en professionell iransk fotbollsspelare.  
Kazemianan har bland annat spelat i klubbarna Al Ahli och Saipa. Han debuterade i det iranska landslaget i deras match mot Kina 19 januari 2001.